# 3639 Weidenschilling
A 3639 Weidenschilling (ideiglenes jelöléssel 1985 TX) a Naprendszer kisbolygóövében található aszteroida. Edward L. G. Bowell fedezte fel 1985. október 15-én.